# فرمانروایی ویرانی‌ها
فرمانروایی ویرانی‌ها (はめつのおうこく Hametsu no Ōkoku) مجموعه مانگایی ژاپنی است که توسط یوروهاشی نوشته و مصورسازی شده است. پخش این مجموعه توسط مگ گاردن از آوریل ۲۰۱۹ در ماهنامهٔ کمیک گاردن آغاز شد، و تا ژوئیه ۲۰۲۴، در یازده جلد تانکوبون جمع‌آوری شده است. یک مجموعه تلویزیونی انیمه ۱۲ قسمتی نیز به کارگردانی کیتارو موتوناگا توسط استودیوی آزمایشگاه یوکوهاما انیمیشن دستمایه اقتباس قرار گرفت که از اکتبر تا دسامبر ۲۰۲۳ پخش شد.

## داستان
برای قرن‌ها، انسان‌ها و جادوگران با استفاده از جادوی آن‌ها برای کمک به مردم متحد بودند. با این حال، زمانی که انسان‌ها در نهایت علمی را توسعه دادند که در آن زمان قادر به پیشی گرفتن از جادو بود، و امپراتوری ردیا ناگهان جادوگران را کنار گذاشت و دستور داد آن‌ها را ریشه کن کنند. در این میان جادوگری به نام کلویی، انسانی یتیم به نام آدونیس را بزرگ کرد و هنر خود را به او آموخت. زمانی که او دستگیر و اعدام می‌شود، آدونیس با خود عهد می‌کند تا انتقامش را از بشریت بگیرد. اگرچه تلاش او برای انتقام او را پر از نفرت و بسیار ضداجتماعی کرده است، اما در نهایت آدونیس با جادوگری به نام دوروکا متحد می‌شود که کم‌کم به او علاقه‌ای عاشقانه پیدا می‌کند.